# Efterretningsskib
Et efterretningsskib eller spionskib er et skib hvis primære opgave er at indhente efterretninger, typisk ved hjælp af sofistikeret SIGINT-udstyr. I en større sammenhæng kan man betragte ethvert skib der kan indhente en for for informationer som et potentielt spionskib.
At drive et efterretningsskib er dyrt på grund af de høje omkostninger og det avancerede udstyr og det er som regel derfor kun nationalstater der opererer efterretningsskibe. Et efterretningsskib er som regel underlagt et lands marine, selvom de også kan være underlagt et lands efterretningstjeneste.
Militære skibe kan udgive sig som civile skibe såsom trawlere, som kunne forventes at forblive i et område i en længere periode. Skibe som benyttes til at landsætte eller afhente spioner eller specialstyrker bliver somme tider også omtalt som spionskibe.

## Historie
Efterretningsskibe i den moderne verden har været i brug siden starten af den kolde krig og blev benyttet af alle de større magter. Udover at aflytte modstanderens elektroniske udsendelser og flådebevægelser benyttede man også skibene til at monitere atomprøvesprængninger og især ICBM-tests.
En af de vigtigste funktioner for efterretningsskibe under den kolde krig, især i 1960'erne, var at indhente akustiske signaturer på undervandsbåde. Disse signaturer kunne ofte identificere ubådstypen eller endda den enkelte ubåd og var derfor enormt vigtige i antiubådskrigsførelse. I denne periode benyttede USA omkring 80 fartøjer der normalt var omtalt som "miljøundersøgelsesskibe", mens Sovjetunionen havde omkring 60 skibe, der ofte var konverterede trawlere eller hydrografiforskningsskibe.
I slutningen af 1980'erne var det en offentlig kendt hemmelighed at et stor del af den sovjetiske fiskeriflåde på flere tusinde skibe var blevet udstyret med sofistikeret signalefterretningsudstyr og på denne måde fungerede som et spionskib selvom skibenes primære opgave stadig var fiskeri.

## Operationsmønster
Et efterretningsskib forbliver som regel i internationalt farvand. (eller i det mindste udenfor mållandets territorialfarvand, så man ikke krænker landets suverænitet. Fra dette område vil man benytte sit elektroniske udstyr til at monitorere skibs- og lufttrafikken og radio- og radarfrekvenser og forsøge at opfange og aflæse krypterede radio og telefonkommunikation. Disse indhentningsformer foregår primært ved hjælp af passive systemer, selvom aktive systemer såsom radar og sonar kan benyttes til at detektere skibs og flybevægelser. Aktive udsendelser med radar eller sonar betyder dog at der er en risiko for at afsløre skibets formål.
Rumsporingsskibe benyttes typisk til at spore og arbejde med satellitter og spionsatellitter og har i den egenskab nogle af de samme indhentningskapaciteter som et efterretningsskib og er næsten altid opereret af en nation. De benyttes af og til som efterretningsskibe, især i forbindelse med fremmede staters missiltestaffyringer.